# مومیایی (فیلم ۱۹۱۱)
«مومیایی» (انگلیسی: The Mummy (1911 film)) یک فیلم است که در سال ۱۹۱۱ منتشر شد.